# Bugula prismatica
Bugula prismatica är en mossdjursart som först beskrevs av Gray 1843.  Bugula prismatica ingår i släktet Bugula och familjen Bugulidae. Inga underarter finns listade i Catalogue of Life.